# 埃玛·约翰松
埃玛·约翰松（瑞典語：Emma Johansson，1983年9月23日—），生於索莱夫特奥，瑞典女子自行车运动员，曾参加2008年、2012年和2016年三届奥林匹克运动会，共获得两枚银牌。